# ビルマカラヤマドリ
ビルマカラヤマドリ（緬甸唐山鳥、Syrmaticus humiae）は、キジ目キジ科ヤマドリ属に分類される鳥類。

## 分布
- S. h. burmanicus

タイ北東部、中華人民共和国（雲南省南東部）、ミャンマー北東部
- S. h. humiae

インド（アッサム州、マニプル州）、ミャンマー北西部

## 形態
全長オス90-96cm、メス48-60cm。翼長オス20.6-22.5cm、メス19.8-21cm。体重オス1kg、メス0.7kg。尾羽はやや長い。
虹彩は黄褐色。嘴の色彩は象牙色。後肢の色彩は灰色。卵は長径4.9cm、短径3.5cm、卵を覆う殻は淡黄色や淡ピンク色を帯びた白。
オスは頭部から頸部は青みがかった黒や灰色で被われる。胴体は赤褐色の羽毛で被われ、背にアルファベットの「V」字状の白い筋模様が入る。翼には2本の白い筋模様が入る。尾羽の色彩は白で、褐色や黒の横縞が入る。メスは全身が褐色の羽毛で被われ、黒い斑紋が入る。
- S. h. burmanicus

腰は羽毛の外縁（羽縁）が白の黒い羽毛で被われる。
- S. h. humiae

腰は羽縁が白の青い羽毛で被われる。

## 分類
- Syrmaticus humiae burmanicus
- Syrmaticus humiae humiae　(Hume, 1881)

## 生態
標高1,200-2,700mの下生えに草本やシダが密生した開けた常緑広葉樹林、その周辺にある岩場や草原などに生息する。
食性は雑食で、果実、陸棲の貝類などを食べる。
繁殖形態は卵生。3-5月に木の根元や茂みなどに、1回に6-11個の卵を産む。抱卵期間は27-28日。

## 人間との関係
開発による生息地の破壊、狩猟などにより生息数の減少が懸念されている。